# Yevgeniy Shikavka
Yevgeniy Shikavka (tiếng Belarus: Яўген Шыкаўка; tiếng Nga: Евгений Шикавка; sinh 15 tháng 10 năm 1992) là một cầu thủ bóng đá Belarus. Tính đến năm 2017, anh thi đấu cho Slutsk.